# つくね

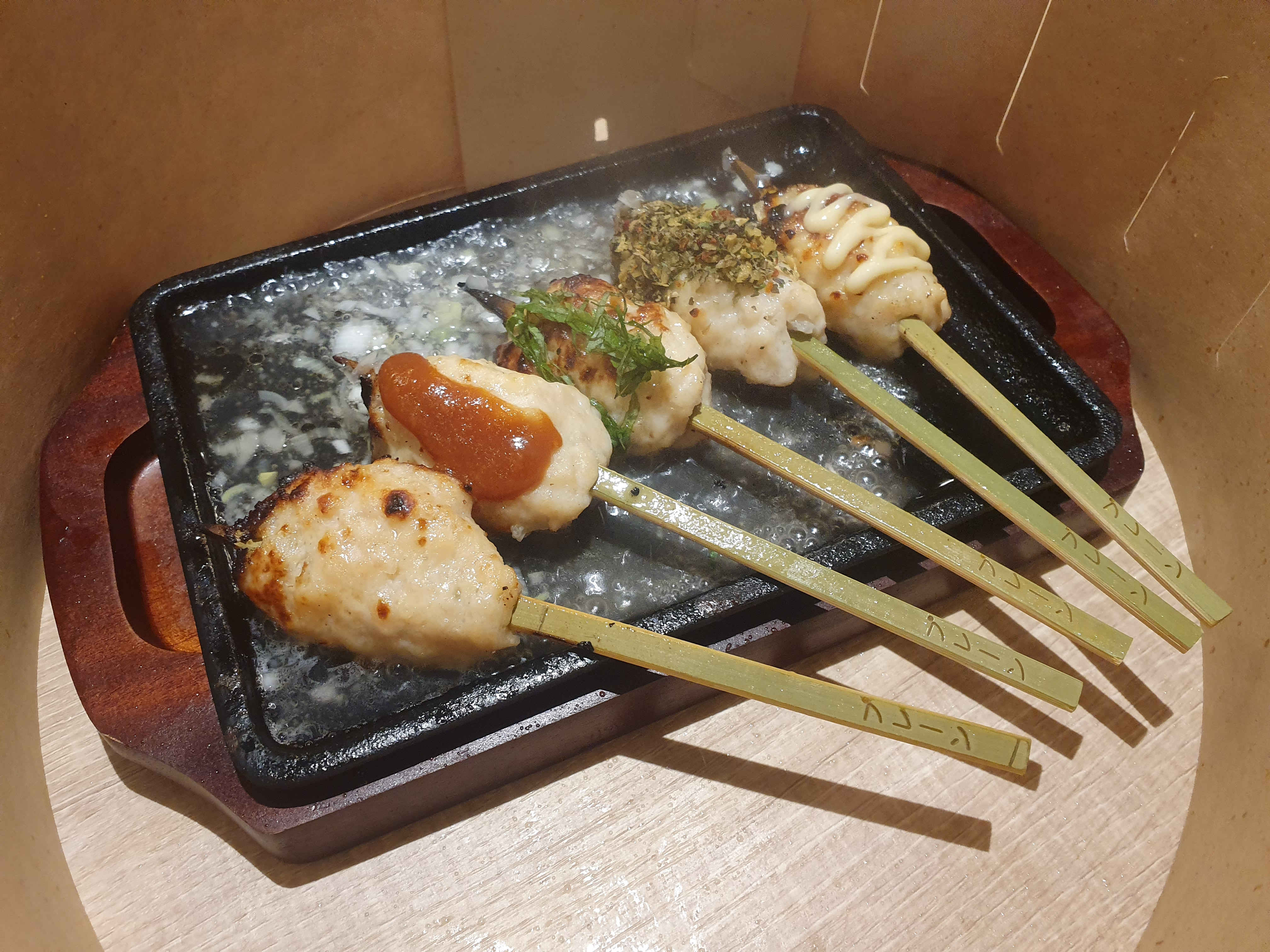
つくね5本

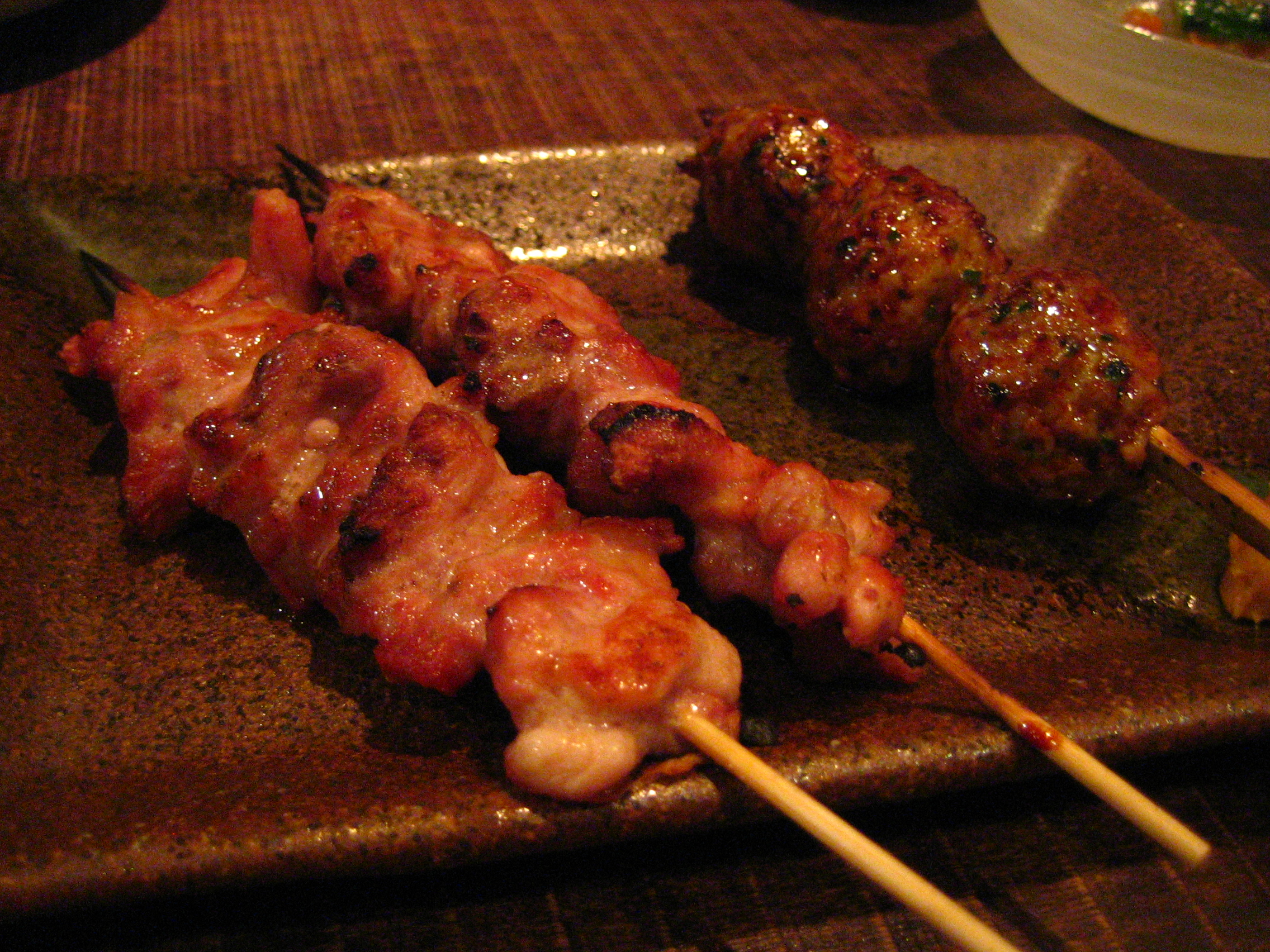
つくね（右）とせせり

つくね（捏、捏ね）とは、鳥肉や獣肉、魚肉などのすり身を団子状や棒状に成形して調理した食品。
細かく叩いたり挽いたりした肉に、鶏卵や片栗粉、山芋などのつなぎ、生姜や塩や醤油などの調味料を加え、擂り合せて団子状や棒状に成形して作る。
鶏肉のつくねはゴロ、ダンゴと呼ばれることもある。細かく刻んだネギや大葉やタマネギなどの野菜類や鶏軟骨を加えることもある。
「つくね」とは、種を手や器具で成形した（＝捏（）ねた）ものの総称であり、その素材には依存しない。したがって「つくね＝畜肉類」という認識は誤りであり、魚介類やその他の素材によるつくねも存在する。同様に「つみれ＝魚肉」という認識も誤りであり、こねた生地を指先やスプーンなどで摘み取ってそのまま鍋や煮汁に入れる（摘み入れる）ものを「つみいれ」「つみれ」と呼ぶ。
つみれとつくねを合わせて丸（がん）と総称することもある。

## 調理方法
- 煮る（鍋物）
- 焼く（焼き鳥、焼きつくね）
- 揚げる（揚物）